# CSM Cetate Devatrans Deva
Clubul Sportiv Municipal Cetate Devatrans Deva a fost un club de handbal feminin din Deva, România. Echipa și-a disputat meciurile de pe teren propriu în Sala Sporturilor din Deva, cu o capacitate de 1.200 de locuri și a fost susținută financiar de operatorul de transport SC Devatrans Deva, Consiliul Județean Hunedoara și Consiliul Local Deva.

## Sezoane recente
Conform Federației Române de Handbal:
| Sezon   | Competiție națională | Loc | Cupa României | Supercupa României | Competiție europeană | Competiție europeană |
| ------- | -------------------- | --- | ------------- | ------------------ | -------------------- | -------------------- |
| 2002-03 | DA                   | 1   |               |                    |                      |                      |
| 2003-04 | LN                   | 8   |               |                    |                      |                      |
| 2004-05 | LN                   | 8   |               |                    |                      |                      |
| 2005-06 | LN                   | 10  |               |                    |                      |                      |
| 2006-07 | LN                   | 8   |               |                    |                      |                      |
| 2007-08 | LN                   | 12  |               |                    |                      |                      |
| 2008-09 | LN                   | 12  |               |                    |                      |                      |
| 2009-10 | LN                   | 8   |               |                    |                      |                      |
| 2010-11 | LN                   | 12  |               |                    |                      |                      |
| 2011-12 | LN                   | 13  |               |                    |                      |                      |
| 2012-13 | DA                   | 1   |               |                    |                      |                      |
| 2013-14 | LN                   | 9   |               |                    |                      |                      |
| 2014-15 | LN                   | 12  |               |                    |                      |                      |
| 2015-16 | DA                   | 3   |               |                    |                      |                      |
| 2016-17 | LN                   | ✳   |               |                    |                      |                      |

✳ CSM Cetate Devatrans Deva s-a retras din campionat după etapa a XIII-a și a fost exclusă din Liga Națională iar rezultatele din meciurile susținute de CSM Cetate Devatrans Deva au fost anulate.

## Istoric
CSM Cetate Deva a fost înființat în 2002, avându-l ca președinte pe Nelu Ardelean, viceprimarul de la acea vreme al municipiului Deva. Printre vicepreședinți s-au aflat Dan Stoian, director tehnic la SC Casial SA Deva, și Marian Muntean, administrator la SC Devatrans Deva. Dinu Cojocaru a fost numit antrenor principal, iar Cosmin Nedea și Miron Stanciu antrenori secunzi. La scurt timp, Nelu Ardelean s-a reîntors în funcția de președinte al Consiliului de Administrație al Universității Remin Deva, iar antrenorul Cojocaru a plecat la o echipă din Italia. În aceste condiții, Marian Muntean a devenit noul președinte, iar la conducerea tehnică a echipei a fost numită Gabriela Artene. În 2003, clubul din Deva a promovat în Liga Națională, unde a continuat să evolueze timp de nouă ani consecutivi.
În 2005, CSM Cetate Deva a fuzionat cu Universitatea Remin Deva, după ce aceasta a retrogradat în Divizia A. A fost alcătuită o singură echipă din cele mai bune jucătoare de la ambele cluburi și care a continuat să joace în Liga Națională sub numele de CSM Cetate Devatrans Deva. În 2012, CSM Cetate Devatrans a retrogradat în Divizia A, unde a evoluat doar un an. După un parcurs cu 22 victorii, un egal și o singură înfrângere, echipa din Deva a câștigat Seria B a Diviziei A de handbal feminin, promovând din nou în Liga Națională. CSM Cetate Devatrans Deva a evoluat în Liga Națională până în 2015 când a ocupat locul XII și în urma barajului de promovare-retrogradare a retrogradat pentru a doua oară în patru ani, iar echipa a pierdut susținerea financiară a Consiliului Județean Hunedoara și Consiliului Local Deva.
Deși, la sfârșitul sezonului 2015-2016, nu a promovat, fiind învinsă în barajul de promovare-retrogradare. echipa a fost invitată să joace în Liga Națională ediția 2016-2017 după ce vicecampioana HCM Baia Mare a renunțat la participarea în Liga Națională, echipă desființându-se în urma problemelor financiare iar CS HM Buzău, care s-a clasat pe locul al treilea la turneul de baraj și era îndreptățită să îi ia locul a renunțat. CSM Cetate Devatrans Deva a evoluat în Liga Națională 2016-2017 cu un lot compus din 9 handbaliste, din care doi portari, ulterior mai adăugându-se încă trei jucătoare de câmp, dar în ianuarie 2017 din cauza problemelor financiare jucătoarele împrumutate s-au întors la echipele lor, altele au depus memorii pentru restanțe salariale, au fost probleme cu acordarea de vize, și echipa a rămas cu doar cinci jucătoare disponibile. CSM Cetate Devatrans Deva s-a retras din campionat după etapa a XIII-a și a fost exclusă din Liga Națională, rezultatele din meciurile susținute de CSM Cetate Devatrans Deva au fost anulate iar echipa s-a desființat.

## Lotul de jucătoare 2016/17
Ultima componență cunoscută, cea din sezonul 2016-2017 a Ligii Naționale:
| Portari - 01 Nataša Savko - 12 Cristina Popovici Extreme - 03 Sonia Seraficeanu - 06 Denisa Șelever Pivoți - 02 Dana Abed Kader - 09 Cristiana Ciuplea | Centri - 08 Cristina Strahan Interi - 04 Lavinia Lupșe - 05 Anda Chelaru - 11 Sabrina Lazea - 17 Anamaria Bobiț - 18 Andreea Mărginean |

## Banca tehnică și conducerea administrativă
Ultima componență cunoscută, cea din sezonul 2016-2017 a Ligii Naționale:
| Nume           | Ocupație   |
| -------------- | ---------- |
| Marian Muntean | Președinte |
| Ioan Mătăsaru  | Antrenor   |

## Marcatoare în competițiile naționale
| Sezon                                     | Nume | Goluri |
| ----------------------------------------- | ---- | ------ |
|                                           |      |        |
| 2008-09                                   |      |        |
| Carmen Cartaș                             | 198  |        |
|                                           |      |        |
| 2009-10                                   |      |        |
| Carmen Cartaș                             | 178  |        |
|                                           |      |        |
| 2010-11                                   |      |        |
| Carmen Cartaș Trofeul Simona Arghir Sandu | 230  |        |
|                                           |      |        |
| 2011-12                                   |      |        |
|                                           |      |        |
|                                           |      |        |
| 2013-14                                   |      |        |
| Carmen Cartaș Trofeul Simona Arghir Sandu | 205  |        |
|                                           |      |        |
| 2014-15                                   |      |        |
| Carmen Cartaș                             | 171  |        |
|                                           |      |        |
| 2016-17                                   |      |        |
| Dana Abed Kader                           | 63✳  |        |

| Ediție           | Nume | Goluri |
| ---------------- | ---- | ------ |
|                  |      |        |
| 2005-06          |      |        |
| Carmen Cartaș    | 7    |        |
|                  |      |        |
| 2013-14          |      |        |
| Carmen Cartaș    | 8    |        |
|                  |      |        |
| 2014-15          |      |        |
| Ana Maria Simion | 14   |        |

✳ CSM Cetate Devatrans Deva s-a retras din campionat după etapa a XIII-a și a fost exclusă din Liga Națională iar rezultatele din meciurile susținute de CSM Cetate Devatrans Deva au fost anulate.

## Jucătoare notabile
- Carmen Cartaș
- Simona Maior Pașca
- Valentina Ardean-Elisei
- Mihaela Smedescu
- Renata Tătăran
- Georgeta Diniș-Vârtic
- Laura Poenaru
- Melinda Tóth
- Valentina Bardac
- Mihaela Ani-Senocico
- Sonia Seraficeanu
- Dana Abed-Kader
- Verica Nikolić
- Nataša Krnić

## Antrenori notabili
- Ioan Mătăsaru
- Cornel Bădulescu
- Ioan Băban
- Eden Hairi
- Gheorghe Ionescu
- Gligore Czari